# Свети Архангел Гавриил (Долна Търница)
„Свети Архангел Гавриил“ (на сръбски: Храм св. архангела Гаврила) е възрожденска православна църква в търговищкото село Долна Търница, югоизточната част на Сърбия. Част е от Вранската епархия на Сръбската православна църква.
Църквата е издигната в XVIII век от жителите на Долна Търница, Деянце и Църновце. Иконостасът с 38 икони е изграден в 1871 година, за което свидетелстват ктиторските надписи. Дело е на зограф Захарий от Самоков, който се подписва на дъното на царските двери.